# 브라슬로우체

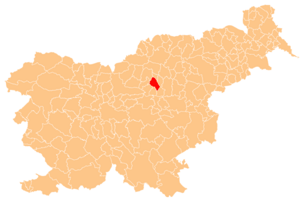
브라슬로우체의 위치

브라슬로우체(슬로베니아어: Braslovče, 독일어: Fraßlau 프라슬라우[*])는 슬로베니아의 도시로 면적은 54.9km2, 인구는 4,933명(2002년 기준), 인구 밀도는 89.9명/km2이다.